# 烙饼

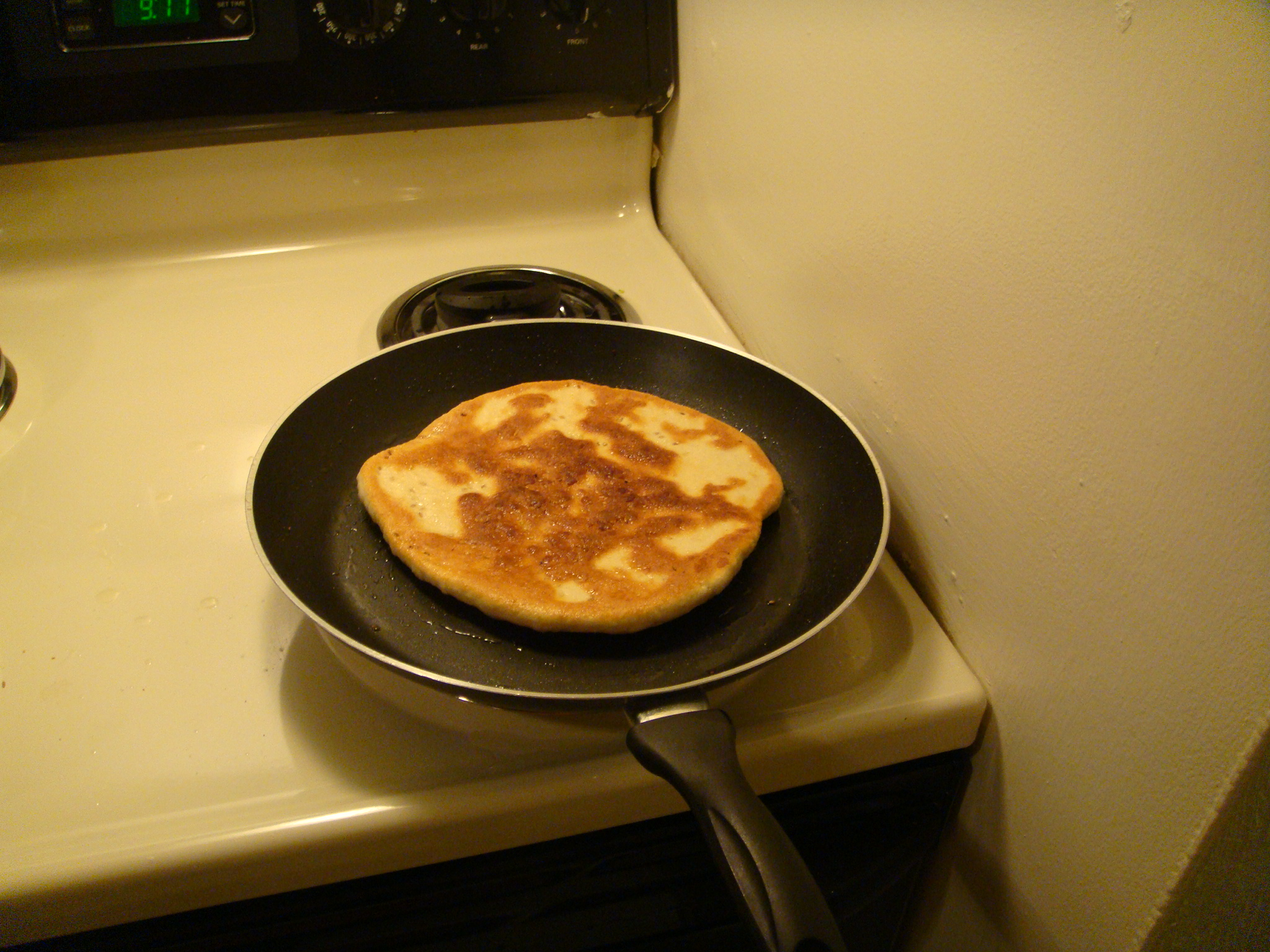
正在制作中的烙饼

烙饼是一种口味较淡的平面型的饼子，是深受百姓喜爱的中国传统面食之一，主要在中国北方流行。
其形状基本比较大，边缘比较脆，中间通常较软。主要由面粉、鸡蛋、水和盐制作。在食用时通常切成块状，作为主食使用。有时也切成丝状，和蔬菜及肉类进行翻炒，制作炒饼。
可以配各种肉、蛋、蔬菜一起食用，其主要营养成分是碳水化合物、蛋白质、脂肪等，营养充足而丰富。烙饼的营养素损失较少。